# アウロラ記念国立公園

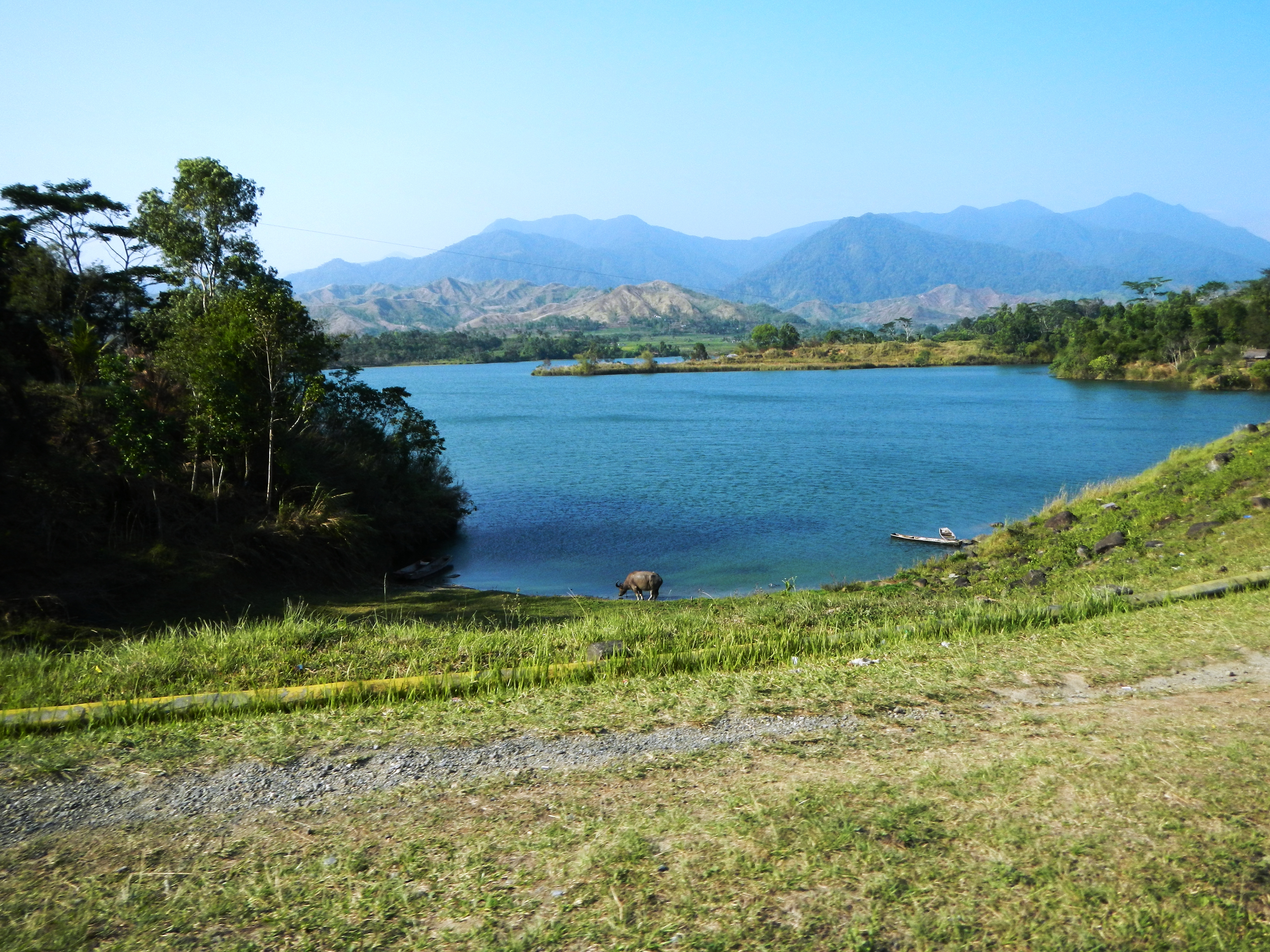
ヌエヴァ・エシハ州マリア・アウロラにあるカニリ・ダム

アウロラ記念国立公園（アウロラきねんこくりつこうえん、英語: Aurora Memorial National Park）は、フィリピンのヌエヴァ・エシハ州とオーロラ州にまたがるシエラマドレ山脈内にある国立公園である。

## 概要
アウロラ記念国立公園は、中部ルソン地方のヌエバエシハ州とオーロラ州の間のシエラマドレ山脈内にあるフィリピンの保護地域で、国立公園になっている。同公園は、風光明媚なボンガボン・ベーラー道路に沿って50キロメートルにわたって広がる5,676ヘクタールの面積をカバーしている。1937年に布告第220号により設立されたこの公園は、当時のマヌエル・ケソン大統領夫人、アウロラ・ケソンに捧げられた。初期の面積は2,356ヘクタールであったが、1941年までにその面積は2倍以上になり、現在の面積である5,676ヘクタールになった。
この公園の最大標高は1,000メートルと報告されているため、公園内の主な森林タイプは山地林の限られた領域のみを含む低地のフタバガキ科植物と推定される。公園内の土地利用には、恒久的または移動性焼畑農業と林業の両方が行われている。

## 自然
この国立公園は、この地域のこの地域で最も重要な熱帯雨林のいくつかを含むエコツーリズムの目的地として地方自治体によって推進されている。シエラマドレ山脈に位置するこの場所は、両生類、爬虫類（トカゲ、ヘビ、カメ）、鳥類（ハゲタカ、ハヤブサ、タカ）など、さまざまな動植物に豊かな生息地を提供している。また、ルソンカワビタキと絶滅危惧種のフィリピンワシの生息地でもある。

## 参照項目
- フィリピンの国立公園